# Ретрофарингеални лимфни чворови
Ретрофарингеални лимфни чворови  (РФЛЧ) су упарене групе вратних или цервикалних лимфних чворова смештених у супрахиоидном делу ретрофарингеалног простора.

## Историја и етимологија
Постојање ретрофарингеалних лимфних чворова први је описао француски анатом Анри Рувијер (1876-1952), 1928. године па се често назив Рувијеров чвор  односи на највиши бочни ретрофарингеални лимфни чвор, док се у множини термин „Рувијерови чворови“  користи за означавање групе бочних ретрофарингеалних лимфних чворова уопште.

## Анатомија
Ретрофарингеални лимфни чворови су као што им сам назив каже смештени у ретрофарингеалном простору између висцералне (букофарингеалне) фасције и аларне фасције.
Ретрофарингеални лимфни чворови се могу поделити у две групе:
- Унутрашњи или медијални ретрофарингеални лимфни чворови који се налазе близу средње линије непосредно испред превертебралних мишића. Ретко су присутни код одраслих.[4] Обично су једнострани и најчешће се налазе на нивоу вратних пршљенова Ц2-Ц3.

- Бочни ретрофарингеални лимфни чворови  који се налазе непосредно испред бочних ивица превертебралних мишића. Чешћи су налаз код велике већине деце и већине одраслих. Обично су обострани и најчешће су локализовани више, на нивоу лобање или вратних пршљенова Ц1 или Ц1-Ц2. У једној студији на здравим субјектима магнетном резонантном томографијом утврђена је да је горња граница нормале (2 стандардне девијације изнад средње вредности) за минимални аксијални пречник бочних ретрофарингеалних лимфних чворова 9 мм код деце (6-19 година), 6,4 мм код младих и средњих година (20-38 година) и 5,2 мм код старијих одраслих особа од 74 година.[1]

Ретрофарингеални лимфни чворови се смањују у величини и броју у 3 години живота деце.

## Повезана патологија
Метастатска лимфаденопатија, као што је назофарингеални карцином, која се јавити код старијих особа карактерише се присуством ретрофарингеалних чворова који имају следеће карактеристике на радиолошком снимању:
- пречник кратке осе >6 мм,
- централна некроза,
- ипсилатерално груписање два или више чворова,
- присуство чворова унутрашње групе.